# Boscos caducifolis del Pont Euxí i la Còlquida
Els boscos caducifolis del Pont Euxí i la Còlquida són una ecoregió de boscos temperats de frondoses mixtos situada al llarg de la riba sud del mar Negre. L'ecoregió s'estén al llarg de la fina franja costanera des de l'angle sud-est de Bulgària a l'oest, a través de la costa nord de Turquia, fins a Geòrgia a l'est, on envolta l'extrem oriental del mar Negre.

## Subregions
L'ecoregió es divideix en dues subregions, basades principalment en la quantitat de precipitacions.
El sotabosc d'arbustos de fulla ampla mesomòrfics perennifolis és característic per ambdues subregions. Entre les espècies notables del sotabosc s'inclouen diversos rododendres com el rododendre pòntic (Rhododendron ponticum); el grèvol del mar Negre (Ilex colchica), el llorer-cirer (Laurocerasus officinalis), el boix de la Còlquida (Buxus colchica) i el boix comú (Buxus sempervirens), el nabiu caucàsic (Vaccinium arctostaphylos), etc. Des d'una perspectiva europea, la majoria d'aquesta flora se la considera com a espècies relictes del període terciari.

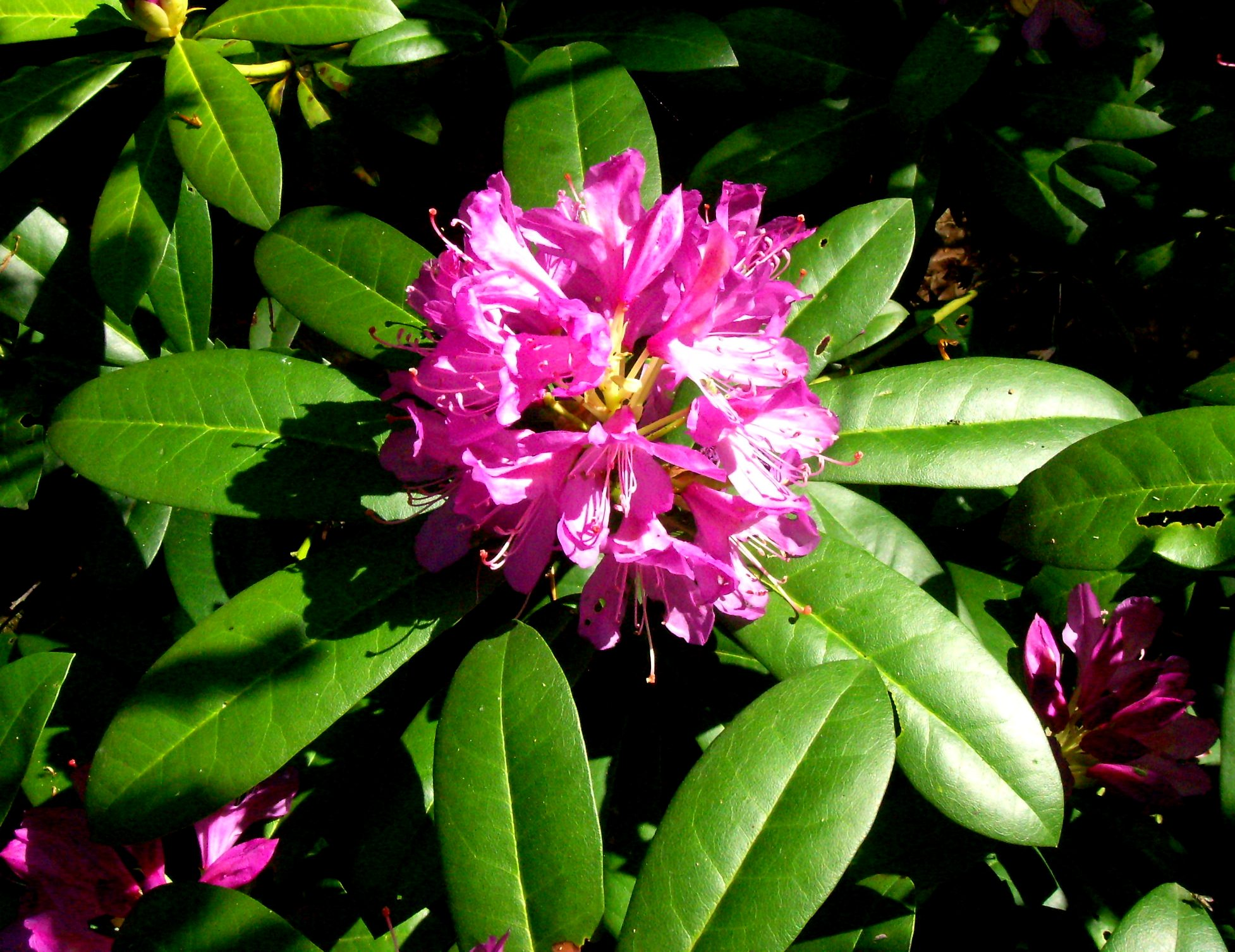
Un sotabosc d'arbustos perennifolis com el rododendre pòntic és característic de l'ecoregió de boscos caducifolis del Pont Euxí i la Còlquida

### Boscos còlquids
Els boscos còlquics o còlquids es troben a l'angle sud-est del Mar Negre a Turquia i Geòrgia al Parc Nacional de Mathàkhela i al seu voltant. Els boscos de la Còlquida són barrejats, amb vern negre caducifoli (Alnus glutinosa), carpe (Carpinus betulus i C. orientalis), el faig oriental (Fagus orientalis) i el castanyer dolç (Castanea sativa), juntament amb l'avet del Caucas perennifoli (Abies nordmanniana, que és l'arbre més alt d'Europa, de 78m), la pícea d'orient (Picea orientalis) i el pi roig (Pinus sylvestris). La regió de la Còlquida té precipitacions elevades, amb una mitjana de 1.500-2.500 mm anuals, amb un màxim superior a 4.000 mm, i acull alguns dels boscos pluvials temperats europeus.

### Boscos euxínics
Els boscos euxínics o euxínics més secs es troben a l'oest del riu Melet, que es troba amb el mar Negre a la ciutat d'Ordu, i s'estenen a través del Bòsfor al llarg de la costa del Mar Negre de la Turquia europea fins a Bulgària. Els boscos euxínics reben una mitjana de 1.000 a 1.500 mm de precipitació anual. La part búlgara de l'ecoregió es troba dins del Parc natural de Strandzha, on limita i fa la transició a l'ecoregió dels boscos mixtos balcànics.
Els tipus d'hàbitat rars inclouen les dunes de sorra costaneres i les torberes.
La processionària del pi és una de les amenaces.

## Fauna
Els grans mamífers natius de l'ecoregió inclouen l'os bru (Ursus arctos), el cérvol comú de l'Europa Oriental (Cervus elaphus maral), el cabirol (Capreolus capreolus), el linx (Lynx lynx), el Xacal comú (Canis aureus).
L'ecoregió és l'hàbitat de moltes aus migratòries, hivernants i reproductores. Es troba en una ruta migratòria d'ocells coneguda com la Ruta Migratòria del Mar Negre oriental, que connecta Escandinàvia i Rússia occidental amb el Mar Mediterrani i l'Àfrica. Entre les aus aquàtiques que es troben a l'ecoregió s'inclouen l'àguila imperial oriental (Aquila heliaca), el pelicà cresp (Pelecanus crispus), el pelicà blanc comú (Pelecanus onocrotalus), el corb marí pigmeu (Microcarbo pygmaeus), la Malvasia capblanca (Oxyura leucocephala), el morell xocolater (Aythya nyroca), el xibec cap-roig (Netta rufina), la cigonya negra (Ciconia nigra), la cigonya blanca (C. ciconia), la Grua europea (Grus grus), la grua damisel·la (grus virgo), el flamenc rosat (Phoenicopterus roseus) i el cigne petit (Cygnus bewickii).

## Zones protegides
Una avaluació de 2017 va trobar que 784 km², o l'1%, de l'ecoregió es troba en àrees protegides. Les àrees protegides que s'inclouen són el Parc nacional de Mathàkhela, el Parc nacional de Mtírala i el Paisatge protegit de Kíntrixi.